# Historische Flugzeuge der Royal Air Force
(Für noch aktive Luftfahrzeuge siehe: Liste der Flugzeuge und Hubschrauber der Royal Air Force)
Folgende Flugzeuge waren bei der Royal Air Force im Einsatz (Liste ist nicht vollständig):
- Airspeed Horsa, Lastensegler 1942–1945
- Airspeed Oxford, Trainer/Verbindungsflugzeug 1937–1956
- Armstrong Whitworth Albemarle, Transportflugzeug//Schleppflugzeug 1937–1945
- Armstrong Whitworth Argosy, Transportflugzeug 1962–1978
- Armstrong Whitworth Whitley, Bomber 1937–1945
- Auster, Verbindungs- und Beobachtungsflugzeug 1942–1957
- Avro Anson, Trainer/Verbindungsflugzeug 1936–1968
- Avro Lancaster, Bomber 1941–1954
- Avro Lancastrian, Transportflugzeug 1945–1950
- Avro Lincoln, Bomber 1945–1963
- Avro Manchester, Bomber 1940–1942
- Avro Shackleton, Seefernaufklärer 1951–1991
- Avro Vulcan, strategischer Bomber 1956–1984
- Avro York, Transportflugzeug 1943–1957
- BAC Jet Provost, Trainer 1955–1993
- Beagle Basset Verbindungsflugzeug 1965–1974
- Blackburn Baffin, Marinejäger 1932–1937
- Blackburn Botha, Seeaufklärer, Torpedobomber 1939–1944
- Blackburn Beverley, Transportflugzeug 1955–1967
- Blackburn Buccaneer, Erdkampfflugzeug 1969–1994
- Blackburn Perth, Fernaufklärungsflugboot, 1934–1938
- Blackburn Skua, Marinejäger 1937–1941
- Boeing E-3D Sentry, Airborne Warning and Control System 1991–2021
- Boeing Fortress (B-17), Bomber 1941–1945
- Boeing Washington (B-29), Bomber 1950–1958
- Boulton Paul Balliol, Trainer 1950–1957
- Boulton Paul Defiant, Jagdflugzeug 1939–1945
- Brewster Buffalo, Jagdflugzeug 1940–1942
- Bristol Beaufighter, Jagdbomber 1940–1960
- Bristol Beaufort, Torpedobomber 1939–1946
- Bristol Belvedere, Transporthubschrauber 1961–1969
- Bristol Blenheim, mittlerer Bomber 1937–1944
- Bristol Brigand, Torpedobomber, Sturzkampfflugzeug 1946–1958
- Bristol Britannia, Transportflugzeug 1959–1975
- Bristol Buckingham, mittlerer Bomber, Kurierflugzeug 1944–1950
- Bristol Buckmaster, Trainer 1945–1958
- Bristol Sycamore, Hubschrauber 1952–1971
- Britten-Norman Islander C2, Aufklärungsflugzeug
- Canadair Sabre, Jagdflugzeug 1953–1956
- Consolidated Catalina, Seefernaufklärer, Patrouillenbomber 1939–1945
- Consolidated Coronado, Transportflugzeug 1943–1946
- Consolidated Liberator (B-24), Bomber 1941–1947
- Curtiss Kittyhawk und Tomahawk, Jagdflugzeug/Jagdbomber 1940–1944
- Curtiss Mohawk, Jagdflugzeug 1940–1944
- De Havilland DH.98 Mosquito, Jagdflugzeug, leichter Bomber 1941–1956
- De Havilland DH.100 Vampire, Jagdflugzeug, 1947–1955
- De Havilland DH.103 Hornet, Jagdflugzeug, 1945–1955
- De Havilland DH.104 Dove/Devon, leichtes Transportflugzeug, 1948–1984
- De Havilland DH.106 Comet, Transportflugzeug, 1956–1975
- De Havilland DH.112 Venom, Jagdflugzeug 1952–1962
- De Havilland DH.114 Heron, Transportflugzeug, 1955–1972
- De Havilland Canada Chipmunk, Trainer 1949–1996
- Douglas DC-2, Transportflugzeug 1941–1943[1][2][3]
- Douglas DC-3 Dakota, Transportflugzeug 1942–1970
- Douglas DC-4 Skymaster, Transportflugzeug 1944–1946
- Douglas Havoc / Boston, mittlerer Bomber 1940–1943
- Embraer Tucano T1, Schulflugzeug 1985–2019
- English Electric Canberra, Bomber 1951–2006
- English Electric Lightning, Jagdflugzeug 1959–1988
- Fairey Albacore, Torpedobomber, 1940–1944
- Fairey Barracuda, Torpedobomber, Sturzkampfflugzeug 1943–1945
- Fairey Battle, leichter Bomber, Schulflugzeug 1937–1949
- Fairey Swordfish, Seeaufklärer, Torpedobomber 1936–1945
- Folland Gnat, Trainer 1962–1979
- General Aircraft Hamilcar, Lastensegler 1942–1950
- Gloster Gladiator, Jagdflugzeug 1937–1941
- Gloster Javelin, Jagdflugzeug 1954–1968
- Gloster Meteor, Jagdflugzeug 1944–1965
- Handley Page Halifax, Bomber 1940–1952
- Handley Page Hampden und Hereford, mittlerer Bomber 1938–1945
- Handley Page Harrow, schwerer Bomber 1937–1945
- Handley Page Hastings, Transportflugzeug/Bomberschulungsmaschine 1948–1977
- Handley Page Jetstream, Trainer 1973–2003
- Handley Page Marathon, Transportflugzeug 1953–1958
- Handley Page O/400, Bomber 1918–1920
- Handley Page Victor, strategischer Bomber und Tanker 1956–1994
- Hawker Hunter, Jagdbomber/Aufklärer 1954–1994
- Hawker Hurricane, Jagdflugzeug 1936–ca. 1950
- Hawker Tempest, Jagdflugzeug 1944–1951
- Hawker Typhoon, Jagdflugzeug/Jagdbomber 1941–1945
- Hawker Siddeley Andover, Transportflugzeug 1965–?
- Hawker Siddeley HS-125 Dominie T1, Verbindungs- und Trainingsflugzeug, 1965–2015
- Hawker Siddeley Harrier, Erdkampfflugzeug, auch als Aufklärer verwendet 1969–2010
- Hawker Siddeley Nimrod MR1, MR2, R1, Seefern- und Elektronikaufklärer 1969–2011
- Hunting Percival Pembroke, Leichtes Transportflugzeug, 1953–1988
- Lockheed Hercules C1/W2/C3 (C-130K), taktischer Transporter, auch für Spezialeinsätze 1966–2013 (die einzige W2 flog für das Met Office)
- Lockheed Hudson, leichter Bomber, Seeaufklärer 1939–1945
- Lockheed Lodestar, Transportflugzeug, 1941–?
- Lockheed Neptune, Seefernaufklärer 1952–1957
- Lockheed Tristar, Transportflugzeug und Tanker, 1984–2013
- Lockheed Ventura, leichter Bomber, Seeaufklärer 1942–1946
- Martin Baltimore, mittlerer Bomber 1941–1946
- Martin Marauder, mittlerer Bomber 1942–1945
- Martin Mariner, Seefernaufklärer, Patrouillenbomber 1943–1947
- Martin Maryland, mittlerer Bomber 1940–1943
- McDonnell Douglas Phantom FG.1 (F-4J), FGR.2 (F-4K), F-4J(UK), Jagdbomber und Abfangjäger 1969–1992
- North American Harvard, Trainer 1939–1955
- North American Mitchell, mittlerer Bomber 1942–1950
- North American Mustang, Jagdflugzeug 1942–1946
- Panavia Tornado GR1, GR4, Jagdbomber 1982–2019
- Panavia Tornado F2, F3, Jagdflugzeug 1986–2011
- Percival Prentice, Trainer 1947–1953
- Percival Proctor, Trainer, Verbindungsflugzeug 1939–1955
- Percival Provost, Trainer 1953–1969
- Raytheon Sentinel, Aufklärungsflugzeug, 2008–2021
- Republic Thunderbolt, Jagdflugzeug/Jagdbomber 1944–1945
- Saunders-Roe Skeeter, leichter Hubschrauber 1958–1964
- Scottish Aviation Bulldog, Trainer 1972–2001
- Scottish Aviation Pioneer, Verbindungsflugzeug 1953–1969
- Scottish Aviation Twin Pioneer, Transportflugzeug 1958–1969
- SEPECAT Jaguar, Jagdbomber 1974–2007
- Short Belfast, Transportflugzeug 1966–1976
- Short Stirling, Bomber/Schleppflugzeug 1940–1946
- Short S. 25 Sunderland, Seefernaufklärer 1938–1959
- Slingsby Firefly, Basistrainer 1982–?
- Supermarine Seafire, Marinejäger 1942–1951
- Supermarine Sea Otter, Beobachtungs- und Seenotrettungsflugzeug 1943–1949
- Supermarine Spitfire, Abfangjäger 1936–ca. 1950
- Supermarine Swift, Jagdflugzeug/Aufklärer, 1954–1961
- Supermarine Walrus, Beobachtungs- und Seenotrettungsflugzeug 1936–1947
- Vickers Valetta, Transportflugzeug 1948–1969
- Vickers 667 Valiant, strategischer Bomber und Tanker 1955–1964
- Vickers Varsity, Trainer 1951–1976
- Vickers VC10 C1/C1K/K2/K3/K4, Transport- und Tankflugzeug 1966–2013
- Vickers Viking, Transportflugzeug 1946–1959
- Vickers Warwick, Bomber/U-Bootjagdflugzeug 1943–1946
- Vickers Wellesley, leichter Bomber 1937–1942
- Vickers Wellington, Bomber 1938–1953
- Vickers Windsor, schwerer Bomber 1943–1945
- Vultee Vengeance, Sturzkampfflugzeug 1942–1948[4][5]
- Vultee-Stinson Reliant, Verbindungsflugzeug ?–?
- Vultee-Stinson Vigilant, Verbindungs- und Beobachtungsflugzeug 1941–?
- Waco Hadrian, Lastensegler 1943–1947
- Westland Lysander, Verbindungsflugzeug 1938–1946
- Westland Welkin, Abfangjäger 1944–1944
- Westland Whirlwind, Jagdflugzeug 1940–1943
- Westland Whirlwind, Hubschrauber 1955–?
- Westland Wessex, Hubschrauber 1961–?